# Johann Karl Proksch
Johann Karl Proksch (ur. 1 lutego 1840 w Jägerndorf, zm. 19 marca 1923 w Wiedniu) – austriacki lekarz, historyk medycyny. Studiował na Uniwersytecie w Ołomuńcu, od 1867 praktykował w Wiedniu. Zajmował się chorobami skórnymi i wenerycznymi. 

## Wybrane prace
- Die Quecksilbersublimatcur gegen Syphilis. Wien 1875
- Die Litteratur über d. vener. Krankheiten. Von den ersten Schriften über Syphilis aus dem Ende des 15. Jahrhunderts bis 1889 systematisch zusammengestellt. I-III. Bonn 1889-91
- Die Geschichte der vener. Krankheiten I-II. Bonn, 1895-96